# Minensuchboot 1935
Das Minensuchboot 1935 war eine Klasse von Minensuchbooten der Kriegsmarine, die im Zweiten Weltkrieg zum Einsatz kam.

## Entwicklung und Produktion
Bis Mitte der 1930er-Jahre besaß die Reichsmarine nur alte Minensuchboote der Bauart Minensuchboot 1915 und Minensuchboot 1916, die noch im Ersten Weltkrieg gebaut oder kurz nach dessen Ende fertiggestellt worden waren. Als Ersatz für diese Boote wurde die Klasse „Minensuchboot 1935“ entwickelt und ab 1935 auf zehn verschiedenen deutschen Werften gebaut. Das erste Boot der Klasse, M 1, lief am 5. März 1937 vom Stapel und wurde am 1. September 1938 in Dienst gestellt. Von 1938 bis 1942 wurden insgesamt 69 Boote dieser Klasse in Dienst gestellt. Sie bekamen Nummern von M 1 bis M 256 (nicht durchlaufend nummeriert). Die Boote waren wie die Vorgänger sehr seetüchtig und agil und bewährten sich im Krieg und waren zudem erheblich verbessert. Allerdings waren sie auch anspruchsvoll und teuer zu bauen, weshalb die Konstruktion des nachfolgenden Minensuchboots 1940 zur Kostensenkung und für kürzere Bauzeiten vereinfacht wurde. Da die Maschinenanlage verhältnismäßig kompliziert und schwierig zu warten war und die Kessel ölbefeuert waren, gab es in den letzten Kriegsjahren Treibstoffengpässe. Die Boote der Klassen 1940 und 1943 hatten daher wieder Kohlefeuerung.
Die nach Kriegsbeginn auf Kiel gelegten Boote ab M 25 werden auch Typ 1939(Mob) genannt. Sie hatten eine Besatzung von 120 Mann.

## Verwendung

### Während des Krieges
Mit ihrer starken Bewaffnung waren die Boote dieses Typs vielseitig einsetzbar und wurden im Zweiten Weltkrieg außer zur Minenräumung auch im Geleitdienst und zur U-Jagd eingesetzt. Zudem konnten sie bis zu 30 Seeminen legen. Ihr Einsatzgebiet waren die west- und nord- bzw. nordosteuropäischen Gewässer von der Atlantikküste über die Nordsee und die Norwegensee bis zur Ostsee.
Sie waren in viele Gefechte mit alliierten Kräften, vor allem im Bereich des Ärmelkanals, verwickelt und wurden von den Briten deshalb auch als „Kanalzerstörer“ (Channel Destroyers) bezeichnet. 32 der Boote gingen im Krieg verloren. Eines, M 24, sank im Januar 1944 nach einem Minentreffer, wurde aber gehoben und wieder in Dienst gestellt.

### Nach dem Krieg
Viele der im Krieg nicht zerstörten 36 Boote wurden nach 1945 zur Minenräumung im Deutschen Minenräumdienst und in anderen unter alliierter Kontrolle stehenden deutschen Seeverbänden eingesetzt. 14 Boote wurden als Kriegsbeute von der Sowjetunion übernommen. Die britische Royal Navy übernahm neun, von denen sie zwei an Frankreich weitergab. Die USA übernahmen acht Boote, reichten aber sieben von ihnen an Frankreich weiter. Frankreich erhielt fünf Boote – plus die neun von der Royal Navy und der US Navy abgetretenen Einheiten.
Fünf der in französischem Besitz befindlichen Boote wurden 1956/57 von der neu aufgestellten Bundesmarine zurückgekauft. Sie wurden unter den Namen Wespe (ex M 24), Hummel (ex M 81), Brummer (ex M 85), Biene (ex M 205) und Bremse (ex M 253) bis 1963 als Geleitboote Klasse 319 für Ausbildungszwecke eingesetzt und bildeten zunächst das 1. Geleitgeschwader und ab 1960 das Schulgeschwader der Bundesmarine.